# Le Croisty
Le Croisty (bretonisch: Ar C’hroesti) ist eine französische Gemeinde mit 742 Einwohnern (Stand 1. Januar 2022) im Département Morbihan in der Region Bretagne. Sie gehört zum Gemeindeverband Roi Morvan Communauté.

## Geographie
Le Croisty liegt im Nordwesten des Départements Morbihan und gehört zum Pays du Roi Morvan.
Nachbargemeinden sind Saint-Tugdual im Norden, Ploërdut im Osten, Saint-Caradec-Trégomel im Süden sowie Priziac im Westen.
Der Ort selber liegt etwas abseits von wichtigen Durchgangsstraßen. Le Croisty ist Kreuzungspunkt der D178 von Plouray nach Plouay und der D132 von Ploërdut nach Le Faouët. Die wichtigste regionale Straßenverbindung D769 von Saint-Pol-de-Léon nach Lorient führt elf Kilometer westlich des Orts vorbei.  
Das bedeutendste Gewässer ist der Fluss Aër. Teilweise bildet dieser auch die Gemeindegrenze. Auf dem Gemeindegebiet gibt es zudem noch mehrere Teiche.

## Bevölkerungsentwicklung
| Jahr      | 1962 | 1968 | 1975 | 1982 | 1990 | 1999 | 2006 | 2019 |
| Einwohner | 1106 | 1113 | 1019 | 921  | 846  | 735  | 685  | 708  |

## Geschichte
Die Gemeinde gehört historisch zur bretonischen Region Bro Gwened (frz. Vannetais) und innerhalb dieser Region zum Gebiet Bro Bourlet (frz. Pays Pourlet) und teilt dessen Geschichte. Le Croisty entstand am 29. November 1903 durch eine Abspaltung aus der Gemeinde Saint-Tugdual. Seitdem gehört die Gemeinde zum Kanton Guémené-sur-Scorff.

## Sehenswürdigkeiten
- Kirche Saint-Jean-Baptiste aus dem 15. und 16. Jahrhundert; restauriert zwischen 1860 und 1897 (Monument historique)
- Herrenhaus von Garhenec aus dem 17. Jahrhundert; restauriert im 20. Jahrhundert
- die Mühlen Le Temple (aus dem Jahr 1540) und Moulin de l'Aër

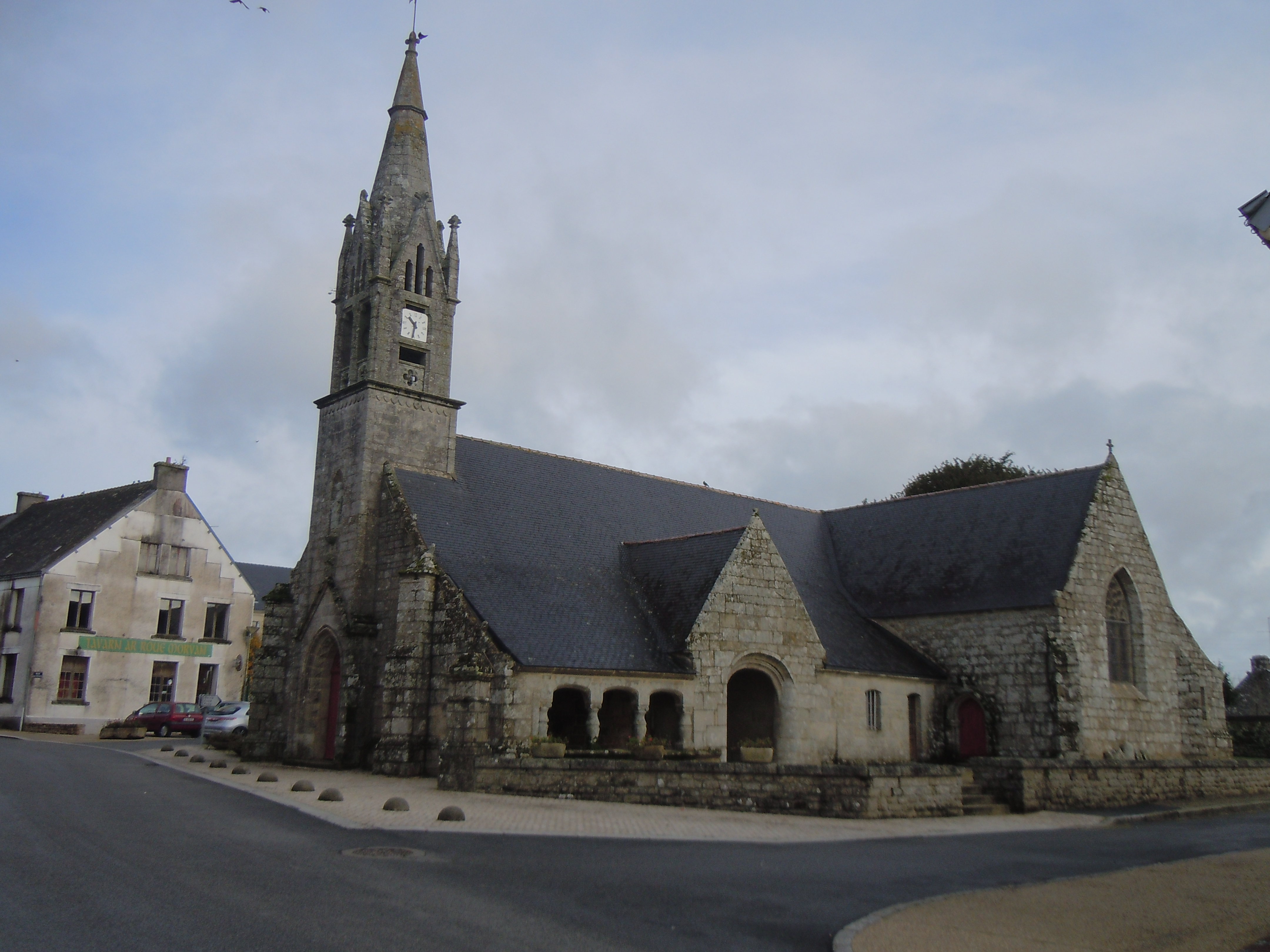
Kirche Saint-Jean-Baptiste

- Dolmen von Moustérien

Quelle: